# Martin Kampmann
Martin Kampmann Frederiksen (nacido el 17 de abril de 1982) es un artista marcial mixto danés retirado que compitió en la categoría de peso wélter en Ultimate Fighting Championship.

## Carrera de artes marciales mixtas

### Ultimate Fighting Championship
Kampmann debutó en UFC el 17 de agosto de 2006 en UFC Fight Night 6 contra Crafton Wallace al que sometió en la primera ronda. Su siguiente victoria llegaría por medio de la decisión unánime sobre el futuro contendiente Thales Leites en The Ultimate Fighter 4 Finale el 11 de noviembre de 2006. En UFC 68, después de ser sacudido y derribado varias veces, Kampmann mostró su dureza y resistencia al derrotar a Drew McFedries a través de un triángulo de brazo al final de la primera ronda.
Kampmann regresó de su lesión para pelear en UFC 85, donde derrotó a Jorge Rivera a través de una guillotina a los 2:44 de la primera ronda.
Nate Marquardt lo derrotaría en UFC 88. Tras el combate, Kampmann anunció que iba a bajar a la división de peso wélter. Hizo su debut en la división en UFC 93, al derrotar al recién llegado Alexandre Barros por nocaut técnico en la segunda ronda.
Kampmann derrotó al último campeón wélter de WEC Carlos Condit en una pelea muy reñida por decisión dividida en el evento principal de UFC Fight Night 18.
Paul Daley reemplazó a Swick en la pelea. En un sorprendente giro de los acontecimientos Kampmann cayó ante el británico por nocaut técnico en 2:31 de la primera ronda.
Kampmann derrotaría a Jacob Volkmann en la primera ronda a través de una sumisión usando una guillotina modificado que él llama el "Deathchoke".
La próxima pelea de Kampmann fue contra Paulo Thiago en UFC 115. Kampmann controló y dominó a Thiago donde lo derrotó por decisión unánime con un marcador de 30-27 en las tres tarjetas de los jueces.
Kampmann se enfrentó el excampeón wélter de EliteXC y excampeón de peso medio de Strikeforce Jake Shields en una pelea eliminatoria por el título, el 23 de octubre de 2010 en UFC 121. Kampmann perdió en una polémica decisión dividida.
Kampmann perdió con otra polémica decisión ante Diego Sánchez, el 3 de marzo de 2011 en UFC on Versus 3.
Kampmann derrotó a Rick Story por decisión unánime el 19 de noviembre de 2011 en UFC 139.
El 3 de marzo de 2012, Kampmann se enfrentó a Thiago Alves en UFC on FX 2. Después de haber sido sacudido, Kampmann derrotó a Alves con una guillotina en el último minuto restante de la tercera ronda. Por su actuación, Kampmann fue galardonado con la Sumisión de la Noche.
Kampmann se enfrentó a Jake Ellenberger el 1 de junio de 2012 en The Ultimate Fighter 15 Finale. Kampmann derrotó a Ellenberger en la segunda ronda por KO debido a una serie de rodillazos. Por su actuación, Kampmann fue galardonado con el KO de la Noche.
El 17 de noviembre de 2012, Kampmann se enfrentó a Johny Hendricks en UFC 154. Kampmann perdió la pelea por nocaut en la primera ronda.
El 28 de agosto de 2013, Kampmann se enfrentó en una revancha de su pelea con Carlos Condit (en UFC Fight Night 18) en UFC Fight Night 27. Condit derrotó a Kampmann por nocaut técnico en la cuarta ronda. La actuación de ambos peleadores les llevó a ganar el premio a la Pelea de la Noche.
El 9 de enero de 2014 Kampmann dijo que él iba a tomar un hiato de la lucha; No se retiraba, pero necesitaba un descanso. Mientras mantenía un "hiato", y no estaba listo para anunciar públicamente su retiro de la lucha, Kampmann fue nombrado entrenador de tiempo completo del Team Alpha Male, con sede en Sacramento, California, en septiembre de 2014.
El 6 de enero de 2016, Kampmann confirmó públicamente su decisión de retirarse.

## Vida personal
Kampmann está casado y tiene dos hijos.

## Campeonatos y logros
- Ultimate Fighting Championship
  - Pelea de la Noche (Dos veces)
  - KO de la Noche (Una vez)
  - Sumisión de la Noche (Dos veces)

- Cage Warriors Fighting Championship
  - Campeón de Peso Medio (Una vez)

## Récord en artes marciales mixtas
| Resultado | Récord | Oponente           | Método                        | Evento                                 | Fecha                    | Ronda | Tiempo | Localización            | Notas                                                |
| --------- | ------ | ------------------ | ----------------------------- | -------------------------------------- | ------------------------ | ----- | ------ | ----------------------- | ---------------------------------------------------- |
| Derrota   | 20–7   | Carlos Condit      | TKO (rodillazos y golpes)     | UFC Fight Night: Condit vs. Kampmann 2 | 28 de agosto de 2013     | 4     | 0:54   | Indianápolis, Indiana   | Pelea de la Noche.                                   |
| Derrota   | 20–6   | Johny Hendricks    | KO (golpe)                    | UFC 154                                | 17 de noviembre de 2012  | 1     | 0:46   | Montreal                |                                                      |
| Victoria  | 20–5   | Jake Ellenberger   | TKO (rodillazo)               | The Ultimate Fighter 15 Finale         | 1 de junio de 2012       | 2     | 1:40   | Las Vegas, Nevada       | KO de la Noche.                                      |
| Victoria  | 19–5   | Thiago Alves       | Sumisión (guillotine choke)   | UFC on FX: Alves vs. Kampmann          | 3 de marzo de 2012       | 3     | 4:12   | Sídney                  | Sumisión de la Noche.                                |
| Victoria  | 18–5   | Rick Story         | Decisión (unánime)            | UFC 139                                | 19 de noviembre de 2011  | 3     | 5:00   | San José, California    | Originalmente se anunció como una decisión dividida. |
| Derrota   | 17–5   | Diego Sánchez      | Decisión (unánime)            | UFC Live: Sanchez vs. Kampmann         | 3 de marzo de 2011       | 3     | 5:00   | Louisville, Kentucky    | Pelea de la Noche.                                   |
| Derrota   | 17–4   | Jake Shields       | Decisión (dividida)           | UFC 121                                | 23 de octubre de 2010    | 3     | 5:00   | Anaheim, California     | Eliminatoria por el título.                          |
| Victoria  | 17–3   | Paulo Thiago       | Decisión (unánime)            | UFC 115                                | 12 de junio de 2010      | 3     | 5:00   | Vancouver               |                                                      |
| Victoria  | 16–3   | Jacob Volkmann     | Sumisión (death choke)        | UFC 108                                | 2 de enero de 2010       | 1     | 4:03   | Las Vegas, Nevada       |                                                      |
| Derrota   | 15–3   | Paul Daley         | TKO (golpes)                  | UFC 103                                | 19 de septiembre de 2009 | 1     | 2:31   | Dallas, Texas           |                                                      |
| Victoria  | 15–2   | Carlos Condit      | Decisión (dividida)           | UFC Fight Night: Condit vs. Kampmann   | 1 de abril de 2009       | 3     | 5:00   | Nashville, Tennessee    |                                                      |
| Victoria  | 14–2   | Alexandre Barros   | TKO (golpes)                  | UFC 93                                 | 17 de enero de 2009      | 2     | 3:07   | Dublín                  | Debut en peso wélter.                                |
| Derrota   | 13–2   | Nate Marquardt     | TKO (golpes)                  | UFC 88                                 | 6 de septiembre de 2008  | 1     | 1:22   | Atlanta, Georgia        |                                                      |
| Victoria  | 13–1   | Jorge Rivera       | Sumisión (guillotine choke)   | UFC 85                                 | 7 de junio de 2008       | 1     | 2:44   | Londres                 |                                                      |
| Victoria  | 12–1   | Drew McFedries     | Sumisión (arm-triangle choke) | UFC 68                                 | 3 de marzo de 2007       | 1     | 4:06   | Columbus, Ohio          | Sumisión de la Noche.                                |
| Victoria  | 11–1   | Thales Leites      | Decisión (unánime)            | The Ultimate Fighter 4 Finale          | 11 de noviembre de 2006  | 3     | 5:00   | Las Vegas, Nevada       |                                                      |
| Victoria  | 10–1   | Crafton Wallace    | Sumisión (rear-naked choke)   | UFC Fight Night 6                      | 17 de agosto de 2006     | 1     | 2:59   | Las Vegas, Nevada       |                                                      |
| Victoria  | 9–1    | Edwin Aguilar      | TKO (golpes)                  | WFA: King of the Streets               | 22 de julio de 2006      | 1     | 2:43   | Los Ángeles, California |                                                      |
| Victoria  | 8–1    | Damien Riccio      | Sumisión (rear-naked choke)   | CWFC: Strike Force 4                   | 26 de noviembre de 2005  | 2     | 1:58   | Coventry                | Defendió el Campeonato de Peso Medio de CWFC.        |
| Victoria  | 7–1    | Matt Ewin          | Sumisión (golpes)             | CWFC: Strike Force 2                   | 16 de julio de 2005      | 1     | 2:45   | Coventry                | Ganó el Campeonato de Peso Medio de CWFC.            |
| Victoria  | 6–1    | Brendan Seguin     | KO (patada a la cabeza)       | KOTC: Warzone                          | 24 de junio de 2005      | 1     | 2:05   | Sheffield               |                                                      |
| Victoria  | 5–1    | Matt Ewin          | TKO (parada del equipo)       | HOP: Fight Night 2                     | 4 de marzo de 2005       | 1     | 5:00   | Swansea                 |                                                      |
| Derrota   | 4–1    | Andrei Semenov     | TKO (parada médica)           | M-1 Global MFC: Middleweight GP        | 9 de octubre de 2004     | 1     | 1:21   | San Petersburgo         | Grand Prix M-1 MFC 2004 de Peso Medio (Semifinal).   |
| Victoria  | 4–0    | Xavier Foupa-Pokam | Descalificación               | EVT 2: Hazard                          | 4 de abril de 2004       | 2     | 0:27   | Estocolmo               |                                                      |
| Victoria  | 3–0    | Toni Vivas         | TKO (golpes)                  | EVT 1: Genesis                         | 6 de diciembre de 2003   | 1     | 1:23   | Copenhague              |                                                      |
| Victoria  | 2–0    | Dave Jones         | KO (rodillazo)                | XFC 2: The Perfect Storm               | 9 de noviembre de 2003   | 1     |        | Cornwall                |                                                      |
| Victoria  | 1–0    | Gert Mannaerts     | TKO (golpes)                  | Viking Fight 3: Rumble in the West     | 15 de febrero de 2003    | 1     |        | Aarhus                  |                                                      |